# ساوت وینمونت (آلاباما)
ساوت وینمونت (به انگلیسی: South Vinemont) یک شهر در ایالات متحده آمریکا است که در شهرستان کلمن، آلاباما واقع شده‌است. ساوت وینمونت ۲٫۲۸ کیلومتر مربع مساحت و ۷۴۹ نفر جمعیت دارد و ۳۱۰ متر بالاتر از سطح دریا واقع شده‌است.